# Alfonso Neculñir
Alfonso Neculñir Briones (Santiago, Chile, 15 de febrero de 1960) es un exfutbolista chileno que jugó como defensa en varios equipos, entre los que destacó Colo-Colo de la Primera División de Chile.

## Trayectoria
Fuerza, poder de anticipación, mucha entrega y sacrificio, además de regularidad eran las principales características de Necu. 
De las inferiores al primer equipo estuvo 16 años en Colo-Colo logrando cuatro Títulos Nacionales en 1981, 1983, 1986 y 1989.
Debutó en 1980 frente a Santiago Wanderers y logró jugar 162 partidos por Torneos nacionales. Completó finalmente 10 temporadas como profesional en el Colo-Colo.
Consiguió las Copa Chile de 1981, 1982, 1985, 1988 y 1989.
En 1990 se fue a Antofagasta dada su mala relación con el técnico Arturo Salah y dos años después fichó por Arica, club en el que se retiró a los 34 años. Actualmente se desempeña como Director de la Escuela de Fútbol de la Corporación de Desarrollo Social de la Asociación Cristiana de Jóvenes.

## Anécdotas
- Se le considera el primer futbolista de apellido mapuche directo que jugó en Colo-Colo.[5]
- Fue el primer futbolista chileno en jugar con botines blancos.[5]

## Clubes
| Club                 | País  | Año       |
| -------------------- | ----- | --------- |
| Colo-Colo            | Chile | 1980-1989 |
| Deportes Antofagasta | Chile | 1990-1992 |
| Deportes Arica       | Chile | 1992-1994 |

## Palmarés

### Torneos nacionales
| Título                    | Club      | País  | Año  |
| ------------------------- | --------- | ----- | ---- |
| Primera División de Chile | Colo-Colo | Chile | 1981 |
| Copa Chile                | Colo-Colo | Chile | 1981 |
| Copa Chile                | Colo-Colo | Chile | 1982 |
| Primera División de Chile | Colo-Colo | Chile | 1983 |
| Copa Chile                | Colo-Colo | Chile | 1985 |
| Primera División de Chile | Colo-Colo | Chile | 1986 |
| Copa Chile                | Colo-Colo | Chile | 1988 |
| Primera División de Chile | Colo-Colo | Chile | 1989 |
| Copa Chile                | Colo-Colo | Chile | 1989 |